# Rhynchotheca spinosa
Espèce
Rhynchotheca spinosa est une espèce de plante à fleur de la famille des Vivianiaceae.

## Description
Rhynchotheca spinosa, également appelée Rhynchotheca épineuse parmi de nombreux autres noms communs, est une plante herbacée vivace. Elle possède une rosette de feuilles basales. Les fleurs de Rhynchotheca spinosa  sont petites et blanches, en forme d'étoile à cinq pétales. La graine est une petite graine noire, de forme ovale, recouverte d'une fine couche de papier. La plantule est une petite tige verte et mince avec deux petites feuilles ovales.

## Répartition et habitat
L'aire de répartition indigène de Rhynchotheca spinosa s'étend de l'Équateur au Pérou. Elle pousse principalement dans le biome tropical montagnard dans les prairies, les pâturages et les forêts claires,.

## Utilisation
Rhynchotheca spinosa est utilisée comme plante ornementale, car elle produit de jolies fleurs jaunes. Elle est également utilisée pour traiter la fièvre, les maux de tête et les maladies de la peau.

## Systématique
Le nom correct complet (avec auteur) de ce taxon est Rhynchotheca spinosa Ruiz & Pav..
Rhynchotheca spinosa a pour synonymes :
- Aulacostigma inerme Turcz.
- Rhynchotheca diversifolia Kunth
- Rhynchotheca integrifolia Kunth
- Rhynchotheca spinosa var. diversifolia R.Knuth
- Rhynchotheca spinosa var. integrifolia (Kunth) R.Knuth
- Rhynchotheca spinosa var. lobata R.Knuth